# Viaggio in Italia - Una favola vera
Viaggio in Italia - Una favola vera è un film italiano del 2007, diretto da Paolo Genovese e Luca Miniero.

## Trama
Piero e Chiara a causa di differenze inconciliabili tra loro si sono separati da cinque anni e non hanno più alcun tipo di rapporto. Quando la loro figlia, Margherita, annuncia di sposarsi, chiede ai genitori come regalo di nozze di presenziare insieme al matrimonio, sperando che i due possano diventare amici. Così, Piero e Chiara partono insieme da Milano diretti all'isola di Stromboli, luogo della cerimonia. Lui è professore di latino, di sinistra, scrive favole per bambini e spera ancora di sfondare in un mondo dove anche i bambini sembrano aver perso la fantasia. Si è abituato a vivere da solo e indossa abiti fuori moda, senza curarsi di cosa gli altri pensino di lui. Lei, invece, è una commerciante, vota a destra, convive con un chirurgo plastico e, anche se forse è più superficiale di lui, è dotata di un forte senso pratico che le permette di non lasciarsi abbattere da nulla. Nel loro viaggio lungo l’Italia e le sue realtà i due, incontrando personaggi che parlano del loro paese e dei suoi problemi, trovano il pretesto per scontrarsi su ogni questione, dalle unioni gay all’immigrazione, fino alla droga e alla prostituzione. E non sempre ha ragione soltanto uno dei due.

## Attori
Nel corso del viaggio i due protagonisti conoscono vari personaggi, interpretati da noti attori italiani in piccoli camei: Claudio Amendola (sacerdote romano), Luca Angeletti, Alessandra Bellini, Vittoria Belvedere, Giorgio Colangeli (cieco che dipinge), Maria Rita Fenzato, Giovanni Ferreri (uomo al porto di Napoli), Nino Frassica (venditore di rose), Elisa Giani, Marco Guadagno, Paolo Hendel (uomo a Firenze), Michele La Ginestra, Roberto Nobile, Veronica Pivetti (portiere d'albergo), Rosalia Porcaro (guida turistica a Napoli), Stefano Sarcinelli, Sebastiano Somma, Giorgia Würth.

## Distribuzione
Viaggio in Italia - Una favola vera è stato trasmesso in 21 pillole di 4 minuti ciascuna al termine di ogni puntata di Ballarò dal 9 gennaio 2007.
Il relativo DVD è stato pubblicato nel 2009 da Cecchi Gori Home Video.